# ハンガリー放送交響楽団
ハンガリー放送交響楽団（Magyar Rádió Szimfonikus Zenekara）は、ハンガリーの首都ブダペストに本拠を置く、ハンガリー放送所属のオーケストラである。

## 概要
ハンガリー放送の一部門として1936年に創設されたサロン・オーケストラを1943年に改組する形で設立された。初代指揮者にエルンスト・フォン・ドホナーニが就任した。
レコーディングは「ブダペスト交響楽団」という名称で行われており、レヘル指揮でバルトーク・コダーイ作品集や、小林研一郎指揮でストラヴィンスキー『春の祭典』などがフンガロトン・レーベルにある。また近年では、映画音楽やゲーム音楽などの録音も積極的に行っている。

## 歴代指揮者
- エルンスト・フォン・ドホナーニ(1943-1945)
- ヤーノシュ・フェレンチク(1945-1947)
- ティボール・ポルガール(1947-1951)
- ラースロー・ショモジ(1951-1956)
- ジェルジ・レヘル(1956-1989)
- アンドラーシュ・リゲティ(1989-1993)
- タマーシュ・ヴァーシャーリ(1993-2004)
- アダム・フィッシャー(2006-2008)[2]
- スティーヴン・ダゴスティーノ(2009-2011)
- ゲルゲイ・ヴァイダ(2011-2014)
- ヤーノシュ・コヴァーチュ(2014-)
- リッカルド・フリッツァ（英語版） (2022-)[3][4]